# Whitney Machine Company
Whitney Machine Company war ein US-amerikanischer Hersteller von Automobilen.

## Unternehmensgeschichte
R. S. Whitney betrieb 1898 eine mechanische Werkstätte in Lisbon Falls in Maine. Er begann mit den Arbeiten an seinem ersten Fahrzeug.
1899 zog er nach Brunswick in Maine und gründete dort das Unternehmen. Im gleichen Jahr stellte er das erste Fahrzeug fertig. Der Markenname lautete Whitney. Weitere Fahrzeuge folgten. 1905 endete die Fahrzeugproduktion.
Weitere US-amerikanische Hersteller von Personenkraftwagen dieser Marke waren Whitney Motor Wagon Company und Whitney Automobile Company.

## Fahrzeuge
Im Angebot standen ausschließlich Dampfwagen. Das erste Fahrzeug, Bauzeit von 1898 bis 1899, kaufte ein Bürger aus Greenville. Es war ein Runabout mit zwei Sitzen.
Das zweite Fahrzeug entstand von 1900 bis 1902 und wurde an einen Einwohner von Brunswick verkauft. Der offene Aufbau als Tourenwagen bot Platz für vier Personen.
Das dritte Fahrzeug wurde 1903 begonnen und 1905 fertiggestellt. Jay Potter aus Camden kaufte es. Eine Abbildung zeigt einen Runabout.